# یواس‌اس بنهام (دی‌دی-۷۹۶)
یواس‌اس بنهام (دی‌دی-۷۹۶) (به انگلیسی: USS Benham (DD-796)) یک کشتی بود که طول آن ۱۱۴٫۷ متر (۳۷۶ فوت) بود. این کشتی در سال ۱۹۴۳ ساخته شد.